# Im Wald
Der Kriminalroman Im Wald ist der 8. Band aus der Bodenstein-Kirchhoff-Reihe der deutschen Schriftstellerin Nele Neuhaus, der in der Taunusregion um Frankfurt spielt.

## Handlung
Hauptkommissar Oliver von Bodenstein wird kurz vor Dienstende im Oktober 2014 in seine alte Heimat nach Ruppertshain gerufen, da hier durch eine Propangasexplosion ein Campingwagen in Brand gesteckt wurde. Die Tat ereignete sich auf einem unbenutzten Campingplatz am Waldfreundehaus. Die Polizisten identifizieren eine verkohlte Leiche als Clemens Herold, den Bruder eines ehemaligen Schulkameradens von Bodenstein. Es wird rekonstruiert, dass jemand den Servicemonteur für Windanlagen, Clemens Herold (58 Jahre), niedergeschlagen und im Wohnwagen eingesperrt hatte. Anschließend wurde von außen Feuer gelegt. Die Biologiestudentin Pauline Reichenbach macht auf ihrer Wildtier-Infrarotkamera die Entdeckung, dass sich der drogenabhängige und unter Bewährung stehende Elias Lessing in der Gegend herumtreibt. Da er sich sowohl von den Tätern als auch von der Polizei verfolgt fühlt, verkriecht er sich in einem der unbewohnten Campingwagen. Schließlich nimmt ihn die vereinsamte Journalistin Felicitas Molin im Waldfreundehaus auf und kümmert sich um ihn.
Kurze Zeit später wird die alte und todkranke Rosemarie Herold, die Mutter von Clemens, erwürgt. Der dritte Tote ist Pfarrer Adalbert Maurer, der in der Sakristei aufgefunden wird. Prof. Dr. Henning Kirchhoff stellt fest, dass es nur ein vorgetäuschter Suizid ist, in Wahrheit wurde der Geistliche erwürgt. Er steht im Zusammenhang mit dem Verschwinden eines elfjährigen Jungen im Sommer 1972.
Hauptkommissar von Bodenstein wird mit persönlichen Geschehnissen von vor 42 Jahren konfrontiert, als damals sein bester Freund Artur und der zahme Fuchs Maxi verschwanden. Diese Ereignisse stehen mit den aktuellen Taten in Zusammenhang. von Bodenstein ist durch seine persönliche Nähe zu den Bewohnern Ruppertshain befangen und muss die Leitung der Ermittlungsarbeiten seines K11-Teams an seine Kollegin Pia Sander abgeben, verbleibt aber weiterhin im Team.

## Figuren
- Oliver von Bodenstein (54 Jahre) – Erster Kriminalhauptkommissar K11
- Pia Sander, ehem. Kirchhoff – Kriminalhauptkommissarin K11
- Dr. Nicola Engel – Kriminalrätin, Leiterin der RKI[1] Hofheim
- Kai Ostermann – Kriminaloberkommissar K11
- Kathrin Fachinger – Kriminaloberkommissarin K11
- Tariq Omari – Kriminalkommissar K11
- Cem Altunay – Kriminalhauptkommissar K11
- Prof. Dr. Henning Kirchhoff – Leiter des Instituts für Rechtsmedizin
- Gianni Lombardi – Vernehmungsexperte vom LKA[2]
- Dr. Kim Freitag – forensisches Psychiaterin, Pias Schwester

- Ralf Ehlers – Unternehmer und Lebenskünstler
- Patrizia Ehlers, geb. Kroll – seine Frau
- Dr. Inka Hansen – Tierärztin
- Andreas Hartmann – Metzger
- Edgar Herold – Schlossermeister
- Rosemarie Herold, geb. Kroll – seine Mutter
- Clemens Herold – sein Bruder
- Sonja Schreck, geb. Herold – seine Schwester
- Wieland Kapteina – Revierförster
- Ronja Kapteina – seine Tochter
- Dr. Peter Lessing – Investmentbanker
- Elias Lessing – sein Sohn
- Roman Reichenbach – Installateur
- Simone Reichenbach, geb. Ohlenschläger – seine Frau
- Pauline Reichenbach – ihre Tochter

- Adalbert Maurer – Pfarrer im Ruhestand
- Felicitas Molin – Schwester der Pächterin des Waldfreundehauses

## Sprachstil
„Ich will das nicht tun. Aber ich muss. Ich habe keine andere Wahl. Ich kann nicht zulassen, dass er mir alles zerstört. Und genau das wird passieren, und zwar schon bald. Es wird irgendjemandem das erzählen, was er mir erzählt hat, vielleicht sogar der Polizei, die noch immer überall nach dem Russenkind sucht und jeden im Dorf ausfragt. Man wird ihm glauben, so, wie ich ihm geglaubt habe. Es wird sich herumsprechen und das ganze Dorf wird es erfahren.“

## Rezensionen
„Verdrängung ist die tödlichste Form der Verleugnung.“

Mit diesem C. Northcote Parkinson-Zitat beginnt Nele Neuhaus ihren Roman.
Teilweise wurde von verschiedenen Seiten die Kritik geäußert, dass Band 8 zu „langatmig“, „zu viele Figuren“ (60 Personen) beinhalte, „mainstreamartig“ und im Plot „zu durchsichtig“ sei. Nach Auffassung von Andreas Kurth ist Im Wald flüssig erzählt, komplex aufgebaut und insgesamt mit vielen Wendungen und neuen Spuren spannend und facettenreich zu lesen. Der Leser wird immer wieder auf eine falsche Fährte gelockt.
Nele Neuhaus verarbeitet ein gesellschaftliches Problemfeld unterschwellig. Hier sind es die Integrationsschwierigkeiten und die Diskriminierung von Spätaussiedlern aus der damaligen Sowjetunion.
Neuhaus beschreibt einfühlsam den Mikrokosmos der Dorfbevölkerung von Ruppertshain und die Geschichte und die Tiefgründigkeit der Charaktere ihrer beiden Hauptfiguren Oliver von Bodenstein und Pia Sander. Für den aus dem Polizeidienst ausscheidenden von Bodenstein ist es bislang der persönlichste Fall, da er mit seiner Vergangenheit konfrontiert wird und sowohl Opfer, Zeugen als auch Verdächtige aus seinem damaligen Umfeld kennt. In seinem Heimatdorf hat es jetzt wieder mehrere Gewaltverbrechen gegeben, die mit einem Fall vor 40 Jahren zusammenhängen, als Artur, der beste Freund von Bodenstein verschwand. Inmitten der Dorfgemeinschaft von Ruppertshain soll es also offensichtlich einen Serienmörder geben und es herrschen daher Gerüchte, Intrigen und alte Feindschaften, die wieder aufbrechen.
Nele Neuhaus arbeitet auf unterschiedlichen chronologischen Ebenen, die plötzlich von Cliffhangern unterbrochen werden. Die Handlungsstränge beinhalten einen Prolog vom 31. August 1972, einer Haupthandlung in der Zeit vom 7. bis 16. Oktober 2014, sowie einem Epilog vom 20. Dezember 2014.

## Einordnung in das Werk des Autors
Der Titel Im Wald folgte dem sehr erfolgreichen Band 7, Die Lebenden und die Toten, welcher im November 2014 wochenlang die Nummer eins der SPIEGEL-Bestsellerliste anführte, erreichte jedoch nicht die großen Publikumserfolge von Schneewittchen muss sterben (2010) oder Böser Wolf (2012).

## Verfilmung
Der Kriminalroman wurde im Jahr 2018 unter dem Titel Im Wald – Ein Taunuskrimi unter der Regie von
Marcus O. Rosenmüller verfilmt.

## Textausgaben
- Nele Neuhaus: Im Wald. Ullstein, Berlin 2016, ISBN 978-3-550-08055-5, ISBN 978-3-548-28979-3 (E-Book).